# Mikkel Wrang
Mikkel Wrang (født 5. november 1982 i Fredensborg) er advokat, forhenværende landsformand for Konservative Studerende og forhenværende næstformand for Konsevativ Ungdom. Privat bor han på Frederiksberg.

## Civil karriere
Mikkel Wrang er uddannet cand.jur. fra Det Juridiske Fakultet, Københavns Universitet. Wrang tilbragte på kandidaten et semester ved Universitetet i Wien med primært fokus på folkeretten. I 2022 blev Wrang beskikket som advokat og stiftede i 2023  Wrang Advokatfirma. I 2024 blev Wrang Advokatfirma en del af Sønderby Legal Advokatpartnerskab, hvor Mikkel Wrang blev partner.

## Politisk karriere
Wrang blev medlem af Fredensborg-Humlebæk Konservativ Ungdom i 1997, hvor han sammen nogle kammerater tog initiativ til at genstarte foreningen. Han var fra 2007 til 2008 næstformand for Konservativ Ungdom. Forinden da sad i ledelsen for Konservativ Ungdom i syv år.
Mikkel Wrang var fra 2015 til 2016 landsformand for  Konservative Studerende. Før valget som landsformand var Wrang en del af ledelsen i Konservative Studerende fra 2014. Endvidere virkede Wrang i årene forinden som international sekretær for Konservative Studerende og blev i april 2014 blev Wrang valgt som næstformand for European Democrat Students , den officielle studenterorganisation for European People's Party, ligesom at han i perioden 2014-2018 var først vice chairman og siden treasurer for Internnational Young Democrat Union, en global bevægelse for konservative og centre-højre politiske ungdomsorganisationer.
Mikkel Wrang blev medlem af Det Konservative Folkeparti i 2000 og var fra 2022 til 2025 formand for partiet i Københavns storkreds og medlem af partiets hovedbestyrelse ligesom han også gjorde i perioderne 2005-2008 og 2015-2016.
Wrang var i perioden 2013-2022 kampagneleder for den konservative politiker Mette Abildgaard først ved regionsrådvalget 13. november 2013, hvor Mette Abildgaard opnåede valg til Region Hovedstadens regionsråd med 10.262 og siden i forbindelse med hendes folketingskandidatur i Nordsjællands Storkreds, hvor hun ved folketingsvalget d. 18. juni 2015 opnåede valg med 3206 personlige stemmer.

## Kuriosa
Mikkel Wrang deltog i 2013 i træningscoachen Chris MacDonalds TV-projekt U-turn - sidste chance der blev havde præmiere på DR1 d. 13. april 2013 og blev sendt i 10 afsnit med lige under 200.000 seer hver uge.